# Barrkropp

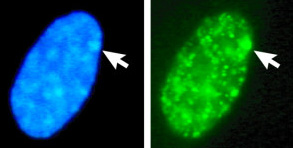
Cellkärna av en kvinna; pilen pekar på Barr-kroppen vid cellkärnans rand. Könskromatinet blir synligt på grund av färgningar

Barrkropp kallas den inaktiverade X-kromosomen hos kvinnliga däggdjur. Hos däggdjur har manliga exemplar en X-kromosom och kvinnliga två per cell. Tidigt i den embryonala utvecklingen stängs en av dessa två kromosomer av genom att den kondenseras till en liten kropp av heterokromatin, upptäckt av Murray Barr 1949.
Barrkroppar har använts som könstest vid idrottstävlingar.